# Université de Balamand
L'université de Balamand (en arabe : جامعة البلمند ; en anglais : University of Balamand, abrégé UOB), située près de la ville de Tripoli, dans le nord du Liban, est un établissement d'enseignement supérieur privé lié à l'Église orthodoxe d'Antioche. Construite à proximité du monastère de Balamand, elle a été inaugurée en 1988. Cette université est constituée de douze facultés principales, dont l'Institut de théologie Saint-Jean-de-Damas, école de formation théologique où l'enseignement est dispensé en arabe, en anglais et en grec.

## Historique
Fondée en 1988 par Ignace IV, patriarche orthodoxe d'Antioche et de Tout l'Orient, l'université de Balamand, est un établissement privé d'enseignement supérieur, dont le campus principal est situé au Liban Nord, à 80 km de Beyrouth.
Elle dispose de même, de deux campus subsidiaires dans Beyrouth, à Sin El Fil et à Achrafieh

## Facultés
- Faculté des sciences
- Faculté d'ingénierie

L'université propose une formation d'ingénieur en électricité, informatique, mécanique, civil et chimique. La langue d'instruction est l'anglais.  Après leur formation, les diplômés peuvent intégrer l'ordre des ingénieurs du Liban.
- Institut de théologie Saint-Jean-Damascène[2]
- Académie libanaise des Beaux-Arts (ALBA)[2]
- Faculté des arts et des sciences sociales
  - Département d'éducation physique et sportive
    - Licence enseignement, master recherche, management, entrainement
    - Laboratoire de physiologie et de biomécanique de la performance motrice